# Donald Cram
Donald James Cram (Chester, Vermont, 22 april 1919 – Palm Desert, Californië, 17 juni 2001) was een Amerikaanse scheikundige, die in 1987 de Nobelprijs voor de Scheikunde won samen met Jean-Marie Lehn en Charles J. Pedersen. De drie wonnen de prijs voor hun ontwikkeling en gebruik van moleculen met structuurspecifieke interacties met hoge selectiviteit. De drie waren de oprichters van het gebied van de host-guest chemistry.

## Biografie
Donald Cram was de zoon van William en Joanna Cram, twee immigranten uit respectievelijk Schotland en Duitsland. Zijn vader overleed voordat hijzelf vier jaar oud was, waarna de enige mannelijk gezinslid was in het gezin van vijf. Reeds in zijn tienerjaren verdiende hij geld met diverse baantjes, zoals het plukken van fruit, het rondbrengen van kranten en het verven van huizen.
Hij bezocht de Winwood High School in Long Island. Van 1938 tot 1941 studeerde hij met een nationale studiebeurs aan het Rollins College in Winter Park, Florida, waar hij bijverdiende als assistent op de faculteit scheikunde. In 1941 studeerde hij af met een bachelordiploma in de scheikunde. Een jaar later behaalde hij zijn mastergraad in organische chemie aan de Universiteit van Nebraska, met Norman O. Cromwell als promotieadviseur. Tijdens de Tweede Wereldoorlog diende hij als scheikundige bij Merck & Company om onderzoek te doen naar penicilline.
In 1947 promoveerde hij onder Louis Fieser aan de Harvard-universiteit met een Ph.D. in organische chemie op het proefschrift "Syntheses and reactions of 2-(ketoalkyl)-3-hydroxy-1,4-naphthoquinones". Aansluitend werd hij universitair docent aan de Universiteit van Californië - Los Angeles, waar hij meer dan veertig jaar onderzoek deed. In 1956 werd hij er hoogleraar.
Cram bouwde voort op Charles Pedersens doorbraak van het syntheseren van kroonethers, tweedimensionale organische macrocyclische verbindingen. In twee dagen tijd bouwde hij een natuurkundig model van moleculen om te bepalen welke "host"-structuur het meest geschikt is om welke "guest"-structuur te herbergen. Hij breidde Petersens bevindingen uit naar de theoretische synthese van driedimensionale moleculen en ontwikkelde dit in een nieuwe methodologie, de "host-guest"-scheikunde, voor het syntheseren van moleculen die bepaalde chemische reacties van het leven nabootsen.
Cram is zelf vooral bekend van de door hem bedachte wet van Cram, welke betrekking heeft op asymmetrische inductie. Hij heeft meer dan 418 publicaties op zijn naam staan en was auteur of coauteur van zeven boeken over de organische scheikunde.

## Boeken
1. Cram, Donald J., Jane M. Cram (1994). Container Molecules and their Guests. Royal Society of Chemistry, Great Britain, 223 pp.. ISBN 0854045074.
2. Cram, Donald J. (1990). From Design to Discovery. American Chemical Society, Washington, DC, 146pp.
3. Cram, Jane M., Donald Cram (1978). The Essence of Organic Chemistry. Addison-Wesley, Reading, Massachusetts, 456pp.
4. Hendrickson, James B., Donald Cram, George S. Hammond (1970). Organic Chemistry. McGraw-Hill, Reading, Massachusetts, 1279pp. 3rd ed.
5. Richards, John, Don Cram, George S. Hammond (1967). Elements of organic chemistry. McGraw-Hill, New York, 444pp.
6. Cram, Donald J. (1965). Fundamentals of Carbanion Chemistry. Academic Press, New York, 289pp.
7. Cram, Donald, George S. Hammond (1964). Organic Chemistry. McGraw-Hill, New York, 846pp. 2nd ed.
8. Cram, Donald, George S. Hammond (1959). Organic Chemistry. McGraw-Hill, New York, 712pp. 1st ed.